# بریتیش ریل کلاس ۳۷۶
بریتیش ریل کلاس ۳۷۶ (انگلیسی: British Rail Class 376) یک قطار خودگرانشی الکتریکی ساخت شرکت بومباردیه (Bombardier Transportation) است.
این قطار که از سال ۲۰۰۴ تا ۲۰۰۵ تولید می‌شده دارای ۱۲۱ کیلومتر در ساعت سرعت نهایی و ۳۴۴ نفر ظرفیت است.